# تووچکی ماوه
تووُچکی ماوه (به لهستانی:  Tołoczki Małe) یک روستا در لهستان است که در گمینا کوژنگتسا واقع شده‌است.